# Samuel Tredwell Sawyer
Samuel Tredwell Sawyer (* 1800 in Edenton,  Chowan County, North Carolina; † 29. November 1865 in Bloomfield, New Jersey) war ein US-amerikanischer Politiker. Zwischen 1837 und 1839 vertrat er den Bundesstaat North Carolina im US-Repräsentantenhaus.

## Werdegang
Samuel Sawyer besuchte zunächst die Edenton Academy und studierte danach an der University of North Carolina in Chapel Hill. Nach einem anschließenden Jurastudium und seiner Zulassung als Rechtsanwalt begann er in Edenton in diesem Beruf zu arbeiten. Gleichzeitig schlug er eine politische Laufbahn ein. Zwischen 1829 und 1832 war Sawyer Abgeordneter im Repräsentantenhaus von North Carolina; 1834 wurde er in den Staatssenat gewählt. Mitte der 1830er Jahre wurde er Mitglied der damals neu gegründeten Whig Party.
Aus seiner vorehelichen Affäre mit der Sklavin Harriet Jacobs gingen zwei Kinder hervor, Joseph Jacobs und Louisa Matilda Jacobs. Harriet Jacobs beschreibt die Affäre und sein ambivalentes Verhalten ihr und den beiden Kindern gegenüber ausführlich in ihrem Buch Erlebnisse aus dem Leben eines Sklavenmädchens. Harriets Bruder John S. Jacobs war zeitweise Sawyers Sklave.
Bei den Kongresswahlen des Jahres 1836 wurde Sawyer im ersten Wahlbezirk von North Carolina in das US-Repräsentantenhaus in Washington, D.C. gewählt, wo er am 4. März 1837 die Nachfolge von William Biddle Shepard antrat. Da er im Jahr 1839 nicht bestätigt wurde, konnte er bis zum 3. März 1839 nur eine Legislaturperiode im Kongress absolvieren, während der er Vorsitzender des Ausschusses zur Verwaltung der öffentlichen Gebäude war.
Nach seinem Ausscheiden aus dem US-Repräsentantenhaus zog Sawyer nach Norfolk in Virginia, wo er als Anwalt praktizierte. Außerdem gab er einige Jahre lang eine Zeitung heraus. Zwischen 1853 und 1858 leitete er die Zollbehörde in Norfolk. Danach zog er nach Washington. Zwischen September 1861 und August 1862 war er während des Bürgerkrieges Major in der Armee der Konföderation. Dort war er für die Lebensmittelverwaltung zuständig. Samuel Sawyer starb am 29. November 1865 in Bloomfield.